# Joachim Albrecht von Bethmann-Hollweg
Joachim Albrecht von Bethmann-Hollweg (* 16. Dezember 1911 in Runowo, Provinz Posen, Deutsches Reich; † 13. August 2001 in Royal Tunbridge Wells, Vereinigtes Königreich) war ein deutscher Eishockeyspieler.

## Familie
Joachim Albrecht von Bethmann-Hollweg war ein Nachfahre der Frankfurter Bankiersfamilie Bethmann; er stammt von einer Tochter Johann Philipp Bethmanns und dem Geschäftsmann Johann Jakob Bethmann-Hollweg ab. Deren Enkel Theodor von Bethmann-Hollweg (1821–1886), ein Jurist, Diplomat, Reichstagsabgeordneter und Mitglied des Preußischen Herrenhauses, wurde Rittergutsbesitzer von Runowo bei Vandsburg im Kreis Wirsitz, wo Joachim Albrecht von Bethmann-Hollweg 1911 geboren wurde. In dieser Zeit amtierte sein bekanntester Verwandter Theobald von Bethmann Hollweg als deutscher Reichskanzler.

## Karriere
Joachim Albrecht von Bethmann-Hollweg spielte erst für den MEV 1883 München, bevor er 1930 wechselte. Von 1930 und 1937 spielte er beim SC Riessersee, mit dem er in der Saison 1935 den deutschen Meistertitel gewann. Kurzzeitige Einsätze hatte er unter anderem für den HC Davos und später für den Queens Ice Hockey Club.
International vertrat er sein Heimatland erstmals bei der Eishockey-Europameisterschaft 1932. Bei der Weltmeisterschaft 1934 gewann er mit der deutschen Nationalmannschaft die Bronzemedaille.
Für die deutsche Eishockeynationalmannschaft nahm Bethmann-Hollweg an den Olympischen Winterspielen 1936 in Garmisch-Partenkirchen teil. Insgesamt absolvierte er mindestens 18 Länderspiele, in denen er 3 Tore erzielte.
Er wurde mit der Aufnahme in die Deutsche Hockey Hall of Fame geehrt.

## Erfolge und Auszeichnungen
- 1934 Bronzemedaille bei der Weltmeisterschaft
- 1935 Deutscher Meister mit dem SC Riessersee